# Ken Naganuma
Ken Naganuma (5. september 1930 - 2. juni 2008) var en japansk fodboldspiller.

## Japans fodboldlandshold
| Japans landshold | Japans landshold | Japans landshold |
| År               | Kmp              | Mål              |
| ---------------- | ---------------- | ---------------- |
| 1954             | 2                | 1                |
| 1955             | 0                | 0                |
| 1956             | 0                | 0                |
| 1957             | 0                | 0                |
| 1958             | 1                | 0                |
| 1959             | 0                | 0                |
| 1960             | 0                | 0                |
| 1961             | 1                | 0                |
| Total            | 4                | 1                |